# Kenny Burns
Pour les articles homonymes, voir Burns.
Kenneth « Kenny » Burns, né le 23 septembre 1953 à Glasgow, est un footballeur international écossais.

## Biographie
Kenny Burns joue principalement en faveur des clubs de Birmingham City et de Nottingham Forest.
Il est élu joueur de l'année du championnat d'Angleterre en 1978 alors qu'il évolue avec Nottingham Forest. Avec Nottingham il remporte deux Coupe des clubs champions européens et un championnat d'Angleterre.
Il totalise 20 sélections en équipe d’Écosse entre 1974 et 1981. Il inscrit un but face à la RDA lors d'un match amical en 1974.
Avec la sélection écossaise il participe notamment à la Coupe du monde 1978 qui se déroule en Argentine.Lors de cette compétition il joue deux matchs : un face au Pérou et un autre face à l'Iran, pour une élimination de l'Écosse dès le premier tour.

## Palmarès
avec Nottingham Forest
- Vainqueur de la Coupe des clubs champions européens en 1979 et 1980
- Vainqueur de la Supercoupe de l'UEFA en 1979
- Champion d'Angleterre en 1978
- Vainqueur de la Coupe de la Ligue anglaise en 1978 et 1979
- Vainqueur du Charity Shield en 1978
- Vainqueur de la Coupe anglo-écossaise en 1977

## Distinctions personnelles
- Élu joueur de l'année du championnat d'Angleterre lors de la saison 1977-1978
- Élu joueur de l'année de Nottingham Forest lors des saisons 1977-1978 et 1980-1981